# Steffen Zillich

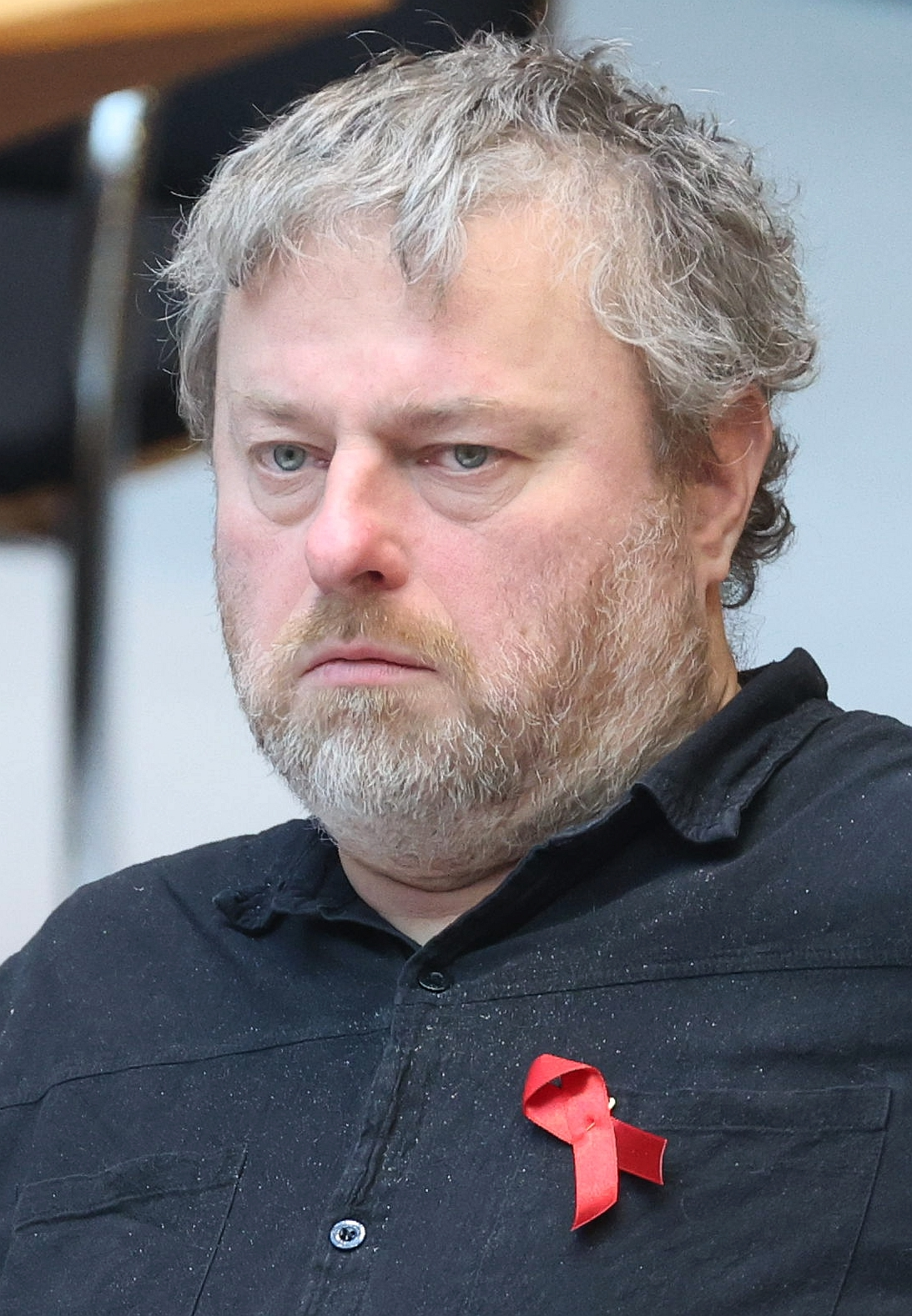
Steffen Zillich (2024)

Steffen Zillich (* 16. Juli 1971 in Berlin) ist ein deutscher Politiker (PDS, dann Die Linke) in Berlin.

## Biografie
Steffen Zillich legte 1990 seine Abiturprüfung ab und studierte von 1991 bis 1999 Rechtswissenschaften. Zillich ist verheiratet und hat einen Sohn.

## Politik

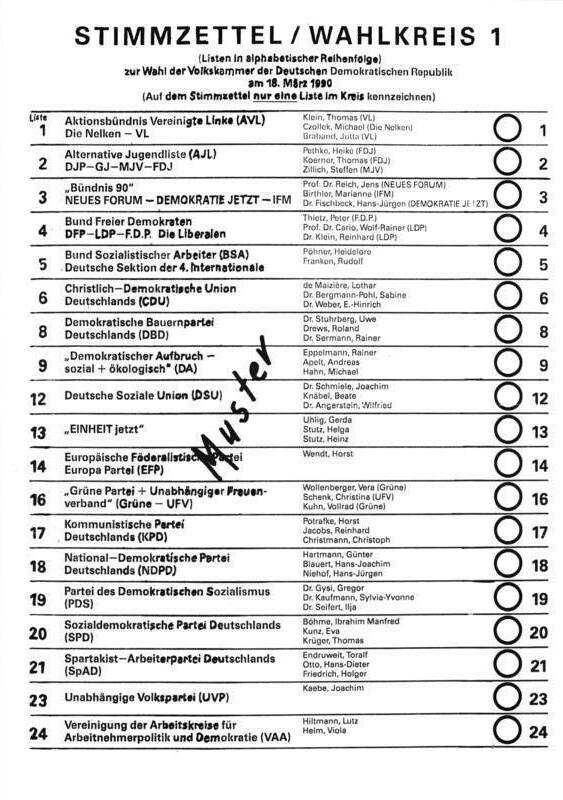
Stimmzettel zur Volkskammerwahl 1990, Steffen Zillich als Kandidat für die Alternative Jugendliste (Liste 2)

Zillich kandidierte bei der Wahl zur 10. Volkskammer der DDR 1990 als Mitglied der Marxistischen Jugendvereinigung „Junge Linke“ für die Alternative Jugendliste. 1996 trat er in die PDS ein. Er gehörte dem Abgeordnetenhaus von Berlin in zahlreichen Wahlperioden jeweils mit Unterbrechungen an, so von 1991 bis 1995, 1998 bis 2001, 2002 bis 2006, vom 16. April 2007 bis zum Ende der 16. Wahlperiode 2011 als Nachrücker für die ausgeschiedene Heidi Knake-Werner und wieder seit April 2013 als Nachrücker für die verstorbene Marion Seelig. Seit 2014 ist er parlamentarischer Geschäftsführer der Linksfraktion im Berliner Abgeordnetenhaus. Im September 2016 gewann er bei der Wahl zum Abgeordnetenhaus von Berlin 2016 als Direktkandidat den Wahlkreis Friedrichshain-Kreuzberg 4. Bei der Abgeordnetenhauswahl 2021 und der Wiederholungswahl 2023 konnte er seinen Sitz im Abgeordnetenhaus verteidigen. Zu seine Themen gehören insbesondere die Finanz- und Bildungspolitik. Er ist haushaltspolitischer Sprecher seiner Fraktion.